# Dakarbazyna
Dakarbazyna (łac. dacarbazinum) – organiczny związek chemiczny, należy do cytostatyków o właściwościach alkilujących z grupy triazenów. Jak każdy lek z tej grupy, dakarbazyna jest fazowo-niespecyficzna, swoista dla cyklu komórkowego. Jest związkiem nieczynnym farmakologicznie, aktywacji ulega dopiero w wątrobie.

## Zastosowanie
- ziarnica złośliwa;
- czerniak złośliwy;
- guzy lite u dzieci;
- mięsaki.

## Działania niepożądane
- zahamowanie aktywności szpiku (zwykle opóźnione o kilka dni);
- nudności i wymioty (zwykle o ciężkim przebiegu, utrzymują się nawet do kilku dni)[6];
- objawy grypopodobne (gorączka, dreszcze);
- przebarwienia skóry;
- uszkodzenie wątroby (rzadko);
- zaburzenia spermatogenezy;
- silny ból i miejscowe uszkodzenie tkanek w razie wynaczynienia;
- zwłóknienie płuc (bardzo rzadko).

## Drogi podania i dawkowanie
Dakarbazynę podaje się dożylnie, we wlewie kroplowym.